# Rollerski-Weltcup 2023
Der Rollerski-Weltcup 2023 begann am 13. Juli 2023 in Schtschutschinsk und endete am 10. September 2023 in Ziano di Fiemme. Es wurden insgesamt 10 Rennen ausgetragen. Die Gesamtwertung der Männer gewann der Italiener Tommaso Dellagiacoma. Bei der Gesamtwertung der Frauen wurde die Schwedin Linn Sömskar Erste.

## Männer

### Resultate
| 1. Weltcup in Schtschutschinsk, 13. bis 16. Juli 2023 | 1. Weltcup in Schtschutschinsk, 13. bis 16. Juli 2023 | 1. Weltcup in Schtschutschinsk, 13. bis 16. Juli 2023 | 1. Weltcup in Schtschutschinsk, 13. bis 16. Juli 2023 | 1. Weltcup in Schtschutschinsk, 13. bis 16. Juli 2023 |
| ----------------------------------------------------- | ----------------------------------------------------- | ----------------------------------------------------- | ----------------------------------------------------- | ----------------------------------------------------- |
| Datum                                                 | Disziplin                                             | Erster Platz                                          | Zweiter Platz                                         | Dritter Platz                                         |
| 13. Juli 2023                                         | Sprint Freistil                                       | Emanuele Becchis                                      | Artem Kowaljow                                        | Matteo Tanel                                          |
| 14. Juli 2023                                         | Sprint Freistil                                       | Emanuele Becchis                                      | Jostein Olafsen                                       | Michele Valerio                                       |
| 15. Juli 2023                                         | 10 km Freistil                                        | Tommaso Dellagiacoma                                  | Olschas Klimin                                        | Riccardo Lorenzo Masiero                              |
| 16. Juli 2023                                         | 20 km klassisch Massenstart                           | Matteo Tanel                                          | Olschas Klimin                                        | Wladislaw Kowaljow                                    |

| 2. Weltcup in Madona, 18. bis 20. August 2023 | 2. Weltcup in Madona, 18. bis 20. August 2023 | 2. Weltcup in Madona, 18. bis 20. August 2023 | 2. Weltcup in Madona, 18. bis 20. August 2023 | 2. Weltcup in Madona, 18. bis 20. August 2023 |
| --------------------------------------------- | --------------------------------------------- | --------------------------------------------- | --------------------------------------------- | --------------------------------------------- |
| Datum                                         | Disziplin                                     | Erster Platz                                  | Zweiter Platz                                 | Dritter Platz                                 |
| 18. August 2023                               | 15 km klassisch                               | Matteo Tanel                                  | Tommaso Dellagiacoma                          | Kasper Herland                                |
| 19. August 2023                               | Sprint Freistil                               | Emanuele Becchis                              | Lauris Kaparkalejs                            | Michele Valerio                               |
| 20. August 2023                               | 20 km Freistil Massenstart                    | Kasper Herland                                | Matteo Tanel                                  | Raimo Vīgants                                 |

| 3. Weltcup in Ziano di Fiemme, 08. bis 10. September 2023 | 3. Weltcup in Ziano di Fiemme, 08. bis 10. September 2023 | 3. Weltcup in Ziano di Fiemme, 08. bis 10. September 2023 | 3. Weltcup in Ziano di Fiemme, 08. bis 10. September 2023 | 3. Weltcup in Ziano di Fiemme, 08. bis 10. September 2023 |
| --------------------------------------------------------- | --------------------------------------------------------- | --------------------------------------------------------- | --------------------------------------------------------- | --------------------------------------------------------- |
| Datum                                                     | Disziplin                                                 | Erster Platz                                              | Zweiter Platz                                             | Dritter Platz                                             |
| 08. September 2023                                        | 15 km Freistil Massenstart                                | Raimo Vīgants                                             | Matteo Tanel                                              | Tommaso Dellagiacoma                                      |
| 09. September 2023                                        | Sprint Freistil                                           | Emanuele Becchis                                          | Jostein Olafsen                                           | Michele Valerio                                           |
| 10. September 2023                                        | 15 km klassisch Massenstart                               | Wladislaw Kowaljow                                        | Tommaso Dellagiacoma                                      | Matteo Tanel                                              |

### Gesamtwertung Männer
| Endstand (Top 10) |                          |        |
| \| Rang \| Name \| Punkte \| \| ---- \| ------------------------ \| ------ \| \| 1. \| Tommaso Dellagiacoma \| 836 \| \| 2. \| Matteo Tanel \| 828 \| \| 3. \| Emanuele Becchis \| 733 \| \| 4. \| Michele Valerio \| 703 \| \| 5. \| Wladislaw Kowaljow \| 651 \| \| 6. \| Artem Kowaljow \| 625 \| \| 7. \| Riccardo Lorenzo Masiero \| 565 \| \| 8. \| Simon Karlsson \| 547 \| \| 9. \| Raimo Vīgants \| 531 \| \| 10. \| Niks Saulitis \| 523 \| |                          |        |
| Rang | Name                     | Punkte |
| 1. | Tommaso Dellagiacoma     | 836    |
| 2. | Matteo Tanel             | 828    |
| 3. | Emanuele Becchis         | 733    |
| 4. | Michele Valerio          | 703    |
| 5. | Wladislaw Kowaljow       | 651    |
| 6. | Artem Kowaljow           | 625    |
| 7. | Riccardo Lorenzo Masiero | 565    |
| 8. | Simon Karlsson           | 547    |
| 9. | Raimo Vīgants            | 531    |
| 10. | Niks Saulitis            | 523    |

## Frauen

### Resultate
| 1. Weltcup in Schtschutschinsk, 13. bis 16. Juli 2023 | 1. Weltcup in Schtschutschinsk, 13. bis 16. Juli 2023 | 1. Weltcup in Schtschutschinsk, 13. bis 16. Juli 2023 | 1. Weltcup in Schtschutschinsk, 13. bis 16. Juli 2023 | 1. Weltcup in Schtschutschinsk, 13. bis 16. Juli 2023 |
| ----------------------------------------------------- | ----------------------------------------------------- | ----------------------------------------------------- | ----------------------------------------------------- | ----------------------------------------------------- |
| Datum                                                 | Disziplin                                             | Erster Platz                                          | Zweiter Platz                                         | Dritter Platz                                         |
| 13. Juli 2023                                         | Sprint Freistil                                       | Linn Sömskar                                          | Victoria Nitteberg                                    | Jackline Lockner                                      |
| 14. Juli 2023                                         | Sprint Freistil                                       | Julie Henriette Arnesen                               | Jackline Lockner                                      | Linn Sömskar                                          |
| 15. Juli 2023                                         | 10 km Freistil                                        | Linn Sömskar                                          | Xenija Schalygina                                     | Sophia Tsu Velicer                                    |
| 16. Juli 2023                                         | 20 km klassisch Massenstart                           | Linn Sömskar                                          | Angelina Schuryga                                     | Xenija Schalygina                                     |

| 2. Weltcup in Madona, 18. bis 20. August 2023 | 2. Weltcup in Madona, 18. bis 20. August 2023 | 2. Weltcup in Madona, 18. bis 20. August 2023 | 2. Weltcup in Madona, 18. bis 20. August 2023 | 2. Weltcup in Madona, 18. bis 20. August 2023 |
| --------------------------------------------- | --------------------------------------------- | --------------------------------------------- | --------------------------------------------- | --------------------------------------------- |
| Datum                                         | Disziplin                                     | Erster Platz                                  | Zweiter Platz                                 | Dritter Platz                                 |
| 18. August 2023                               | 10 km klassisch                               | Linn Sömskar                                  | Keidy Kaasiku                                 | Jackline Lockner                              |
| 19. August 2023                               | Sprint Freistil                               | Julie Henriette Arnesen                       | Linn Sömskar                                  | Jackline Lockner                              |
| 20. August 2023                               | 15 km Freistil Massenstart                    | Linn Sömskar                                  | Jackline Lockner                              | Keidy Kaasiku                                 |

| 3. Weltcup in Ziano di Fiemme, 8. bis 10. September 2023 | 3. Weltcup in Ziano di Fiemme, 8. bis 10. September 2023 | 3. Weltcup in Ziano di Fiemme, 8. bis 10. September 2023 | 3. Weltcup in Ziano di Fiemme, 8. bis 10. September 2023 | 3. Weltcup in Ziano di Fiemme, 8. bis 10. September 2023 |
| -------------------------------------------------------- | -------------------------------------------------------- | -------------------------------------------------------- | -------------------------------------------------------- | -------------------------------------------------------- |
| Datum                                                    | Disziplin                                                | Erster Platz                                             | Zweiter Platz                                            | Dritter Platz                                            |
| 08. September 2023                                       | 10 km Freistil Massenstart                               | Linn Sömskar                                             | Nicole Monsorno                                          | Maria Eugenia Boccardi                                   |
| 09. September 2023                                       | Sprint Freistil                                          | Linn Sömskar                                             | Julie Henriette Arnesen                                  | Jackline Lockner                                         |
| 10. September 2023                                       | 13 km klassisch Massenstart                              | Maria Gismondi                                           | Linn Sömskar                                             | Maria Eugenia Boccardi                                   |

### Gesamtwertung Frauen
| Endstand (Top 10) |                         |        |
| \| Rang \| Name \| Punkte \| \| ---- \| ----------------------- \| ------ \| \| 1. \| Linn Sömskar \| 1029 \| \| 2. \| Jackline Lockner \| 884 \| \| 3. \| Anna Melnik \| 709 \| \| 4. \| Victoria Nitteberg \| 702 \| \| 5. \| Elisa Sordello \| 656 \| \| 6. \| Julie Henriette Arnesen \| 481 \| \| 7. \| Kitija Auziņa \| 462 \| \| 8. \| Samanta Krampe \| 395 \| \| 9. \| Wiktorija Olech \| 355 \| \| 10. \| Sophia Tsu Velicer \| 304 \| |                         |        |
| Rang | Name                    | Punkte |
| 1. | Linn Sömskar            | 1029   |
| 2. | Jackline Lockner        | 884    |
| 3. | Anna Melnik             | 709    |
| 4. | Victoria Nitteberg      | 702    |
| 5. | Elisa Sordello          | 656    |
| 6. | Julie Henriette Arnesen | 481    |
| 7. | Kitija Auziņa           | 462    |
| 8. | Samanta Krampe          | 395    |
| 9. | Wiktorija Olech         | 355    |
| 10. | Sophia Tsu Velicer      | 304    |